# クレイグ・アームストロング
クレイグ・アームストロング（Craig Armstrong OBE、1959年4月29日 - ）は、スコットランド出身の作曲家。

## 音楽を担当した映画
- 『ロミオ+ジュリエット』 - Romeo + Juliet (1996年)
- 『交渉人』 - The Negotiator (1998年)
- 『プランケット&マクレーン』 - Plunkett & Macleane (1999年)
- 『完全犯罪』 - Best Laid Plans (1999年)
- 『クルーエル・インテンションズ』 - Cruel Intentions (1999年)
- 『ボーン・コレクター』 - The Bone Collector (1999年)
- 『ムーラン・ルージュ』 - Moulin Rouge! (2001年)
- 『キス・オブ・ザ・ドラゴン』 - Kiss of the Dragon (2001年)
- 『マグダレンの祈り』 - The Magdalene Sisters (2002年)
- 『愛の落日』 - The Quiet American (2002年)
- 『ラブ・アクチュアリー』 - Love Actually (2003年)
- 『トゥームレイダー2』 - Lara Croft Tomb Raider: The Cradle of Life (2003年)
- 『二重誘拐』 - The Clearing (2004年)
- 『Ray/レイ』 - Ray (2004年)
- 『レイヤー・ケーキ』 - Layer Cake (2004年)
- 『2番目のキス』 -  Fever Pitch (2005年)
- 『理想の恋人.com』 - Must Love Dogs (2005年)
- 『ワールド・トレード・センター』 - World Trade Center (2006年)
- 『エリザベス:ゴールデン・エイジ』 - Elizabeth: The Golden Age (2007年)
- 『インクレディブル・ハルク』 - The Incredible Hulk (2008年)
- 『ウォール・ストリート』 - Wall Street: Money Never Sleeps (2010年)
- 『TIME/タイム』 - In Time (2011年)
- 『華麗なるギャツビー』 - The Great Gatsby (2013年)
- 『ヴィクター・フランケンシュタイン』 - Victor Frankenstein (2015年)
- 『世界一キライなあなたに』 - Me Before You (2016年)
- 『スノーデン』 - Snowden (2016年)
- 『ブリジット・ジョーンズの日記 ダメな私の最後のモテ期』 - Bridget Jones's Baby (2016年)
- 『ザ・バーント・オレンジ・ヘレシー』 - The Burnt Orange Heresy (2019年)
- 『ゴリラのアイヴァン』 - The One and Only Ivan (2020年)

## ディスコグラフィ

### リーダー・アルバム
- 『ザ・スペース・ビトウィーン・アス』 - The Space Between Us (1998年)
- 『アズ・イフ・トゥ・ナッシング』 - As If to Nothing (2002年)
- 『ピアノ・ワークス』 - Piano Works (2004年)
- Film Works 1995–2005 (2005年)
- The Dolls (2005年) ※The Dolls名義。with アンティ・グレイエ、ヴラディスラフ・ディレイ
- Memory Takes My Hand (2008年)
- It's Nearly Tomorrow (2014年)
- Sun On You (2018年)